# Sansevieria nilotica
Sansevieria nilotica ist eine Pflanzenart aus der Gattung Sansevieria in der Familie der Spargelgewächse (Asparagaceae). Das Artepitheton nilotica leitet sich vom lateinischen Wort nilus für ‚Nil‘ ab und verweist auf das dortige Vorkommen der Art.

## Beschreibung
Sansevieria nilotica wächst stammlos als ausdauernde, sukkulente Pflanze mit zirka 1,9 Zentimeter starken Rhizomen. Die zwei bis drei bandförmigen sukkulenten Laubblätter sind allmählich in einem 30,5 bis 61 Zentimeter langen und rinnigen Stiel verschmälert. Die einfache Blattspreite ist 91 bis 122 Zentimeter lang und 2,5 bis 5,7 Zentimeter breit. Sie sind deutlich mit zahlreichen benachbarten unregelmäßigen und im Zickzack verlaufenden schmalen, dunklen oder heller grünen Querbändern gezeichnet. Diese enden in einer 4,2 bis 16,9 Millimeter langen, pfriemlichen und weichen Spreitenspitze. Der Spreitenrand ist grün. Die Blattoberfläche ist glatt. 
Die einfachen, ährigen Blütenstände sind 53 bis 76 Zentimeter hoch. Die Rispen sind 30 bis 46 Zentimeter lang und locker mit vier bis zehn Blüten im unteren Teil und mit zwei bis drei Blüten im oberen Teil pro Büschel besetzt. Das Tragblatt ist lanzettlich zugespitzt und 4,2 bis 10,6 Millimeter lang. Der Blütenstiel ist 7,4 bis 12,7 Millimeter lang. Die Blütenhüllblätter sind weiß. Sie haben eine 0,95 bis 1,06 Zentimeter lange Blütenröhre.
Die Chromosomenzahl beträgt {\displaystyle 2n=36}.

## Verbreitung
Sansevieria nilotica ist in der Zentralafrikanischen Republik,  Äthiopien, Sudan und Uganda in Auenwäldern in 920 bis 1450 Metern Höhe verbreitet. 

## Taxonomie
Die Erstbeschreibung von Sansevieria nilotica erfolgte 1875 durch John Gilbert Baker.
Synonyme für Sansevieria nilotica Baker sind Acyntha massae Chiov. (1940), Acyntha nilotica (Baker) Kuntze (1891),  Sansevieria massae  (Chiov.) Cufod. (1971) und Sansevieria nilotica var. obscura N.E.Br. (1915).

## Nachweise